# سفارة الولايات المتحدة في منغوليا
سفارة الولايات المتحدة في منغوليا هي أرفع تمثيل دبلوماسي لدولة الولايات المتحدة لدى منغوليا. تقع السفارة في أولان باتور وهي تهدف لتعزيز المصالح الأمريكية في منغوليا.

## وصلات خارجية
- الموقع الرسمي
- قائمة سفارات الولايات المتحدة
- قائمة السفارات في منغوليا